# Erdbach (Mümling)
Der Erdbach, im Oberlauf mit Nebennamen auch Ernsbach, ist ein 7 Kilometer langer rechter Nebenfluss der Mümling im Odenwald, der vermutlich der Stadt Erbach und dem Stadtteil Dorf-Erbach den Namen gegeben hat.

## Geographie

### Verlauf

#### Oberlauf

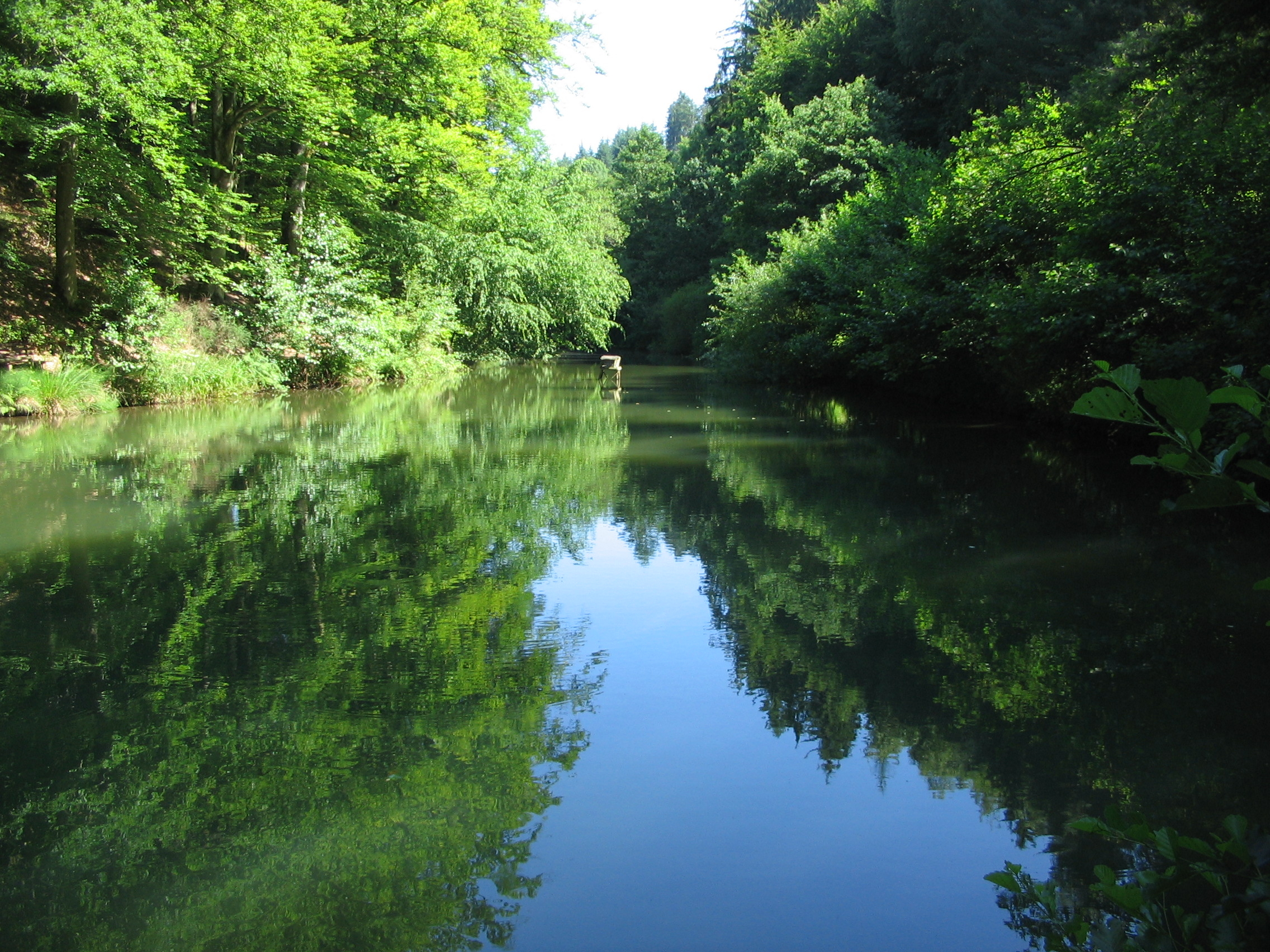
Weiher im Dreiseetal

Der Erdbach entspringt im Buntsandstein-Odenwald etwa 600 Meter nordöstlich der Ortslage des Erbacher Stadtteils Ernsbach, im Löwengrund unterhalb der Hohen Straße. Er fließt in westlicher Richtung durch diesen Ort und strebt der Vereinigung mit dem einzigen nennenswerten Zufluss, dem aus südlicher Richtung kommenden Erbucher Bach zu. Bis hierhin ist er auch unter dem Nebennamen Ernsbach bekannt.
Danach verläuft der Erdbach unterhalb der Bundesstraße 47 (Nibelungenstraße) durch das Dreiseetal, wo er einen kleinen Weiher speist. Der Bach verlässt anschließend das Waldgebiet und erreicht Dorf-Erbach.

#### Erdbach-Einschlupf

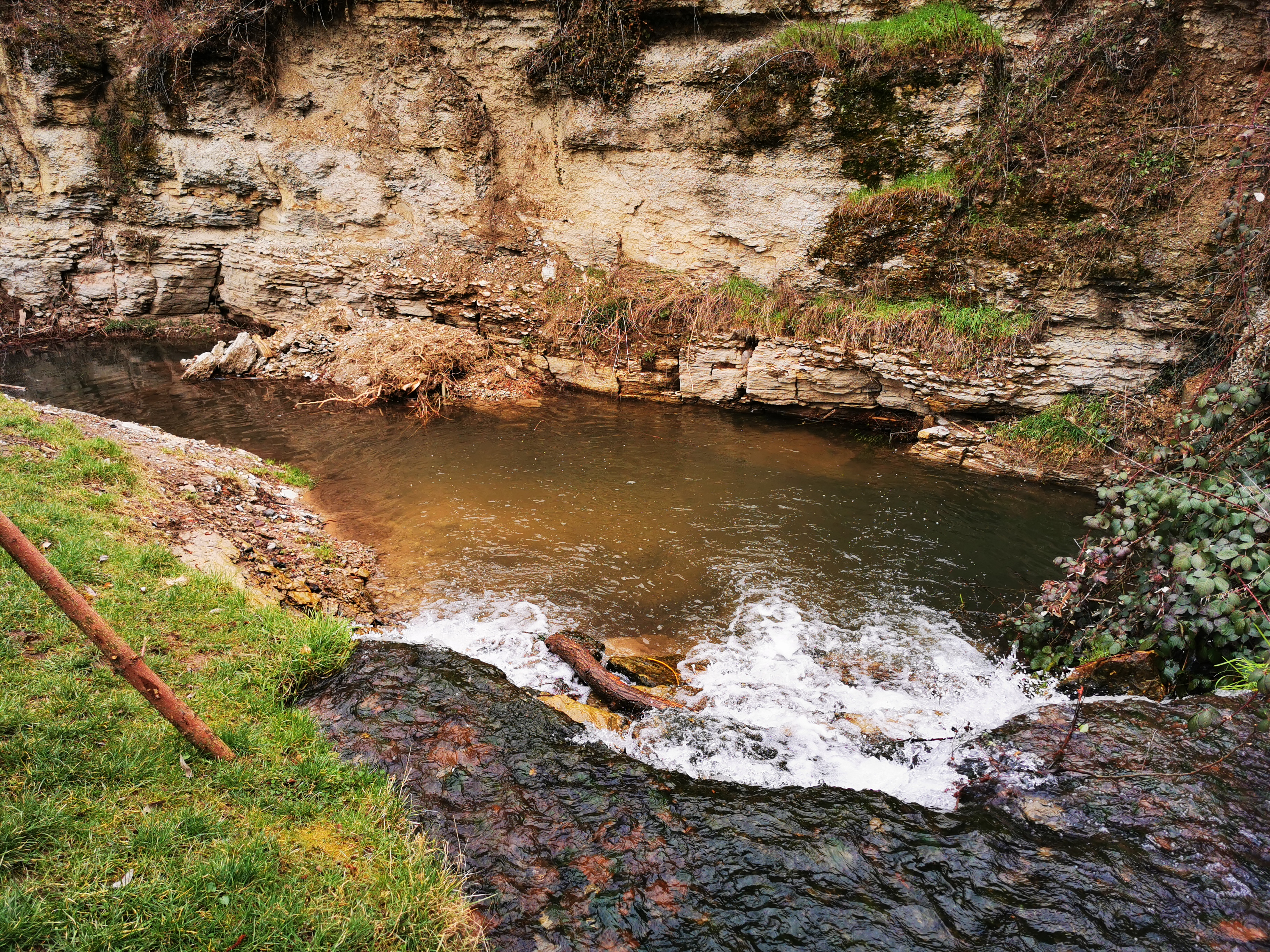
Erdbach-Einschlupf

Zwischen Dorf-Erbach und Stockheim stellt sich dem Bachlauf ein Bergrücken aus Muschelkalk entgegen, der in das Tal der Mümling hineinragt und über den die Eulbacher Straße führt. Hier in der Nähe des Erbacher Sportparks versinkt der Erdbach vollständig in fünf Höhlenlöchern einer Flussschwinde am Fuße einer kleinen Felswand.
Ein zweiter Arm des Erdbachs führte schon oberhalb von Dorf-Erbach zu einer Stelle, wo früher das Wasser in einem 10 Meter tiefen Schacht im Untergrund verschwand und dessen Fallhöhe von einer Elfenbeinschnitzerei zum Antrieb der Maschinen genutzt wurde. Nach Stilllegung der Maschinen wurde das Wasser dieses Seitenarms auf einer Wiese in zwei Kanaleinläufen abgefangen und unterirdisch zur unteren Versickerungsstelle geleitet. Dieser Arm des Erdbaches wurde allerdings zurückgebaut. Die verschiedenen Versickerungsstellen sind als geologisches Naturdenkmal „Erdbach-Einschlupf“ geschützt. 

#### Erdbachhöhle
Die auf den umliegenden Höhenzügen des Odenwaldes längst abgetragenen Kalkschichten des Deckgebirges entgingen durch Absenkung des Michelstädter Grabens stellenweise der Verwitterung. So ist hier eine anstehende Scholle des Unteren Muschelkalks stehen geblieben. Die Löslichkeit des Kalkes durch das kohlensäurehaltige Wasser führte zur Bildung von Rissen und Spalten, die sich im Laufe der Zeiten erweiterten. So entstanden auch mehr oder weniger große unterirdische Hohlräume. Die Wasser fallen dadurch in die Tiefe und treten an geeigneter Stelle wieder als Quellen aus.
Das Wasser der oberen Versickerungsstelle war bis zum Austritt an der Stockheimer Mühle 23 Stunden unterirdisch unterwegs. Dies lässt auf ein ausgeprägtes Gangsystem mit Seen schließen, das Höhlenforscher bereits auf eine Länge von ca. 400 Metern begehen konnten. Das Erdbach-Höhlensystem ist als eine der größten Karsterscheinungen im südhessischen Raum als Natura 2000-Gebiet Erdbachhöhle bei Erbach geschützt (FFH-Gebiet 6320-302). Siehe hierzu auch die Liste der Naturdenkmale in Erbach (Odenwald).

#### Erdbach-Austritt

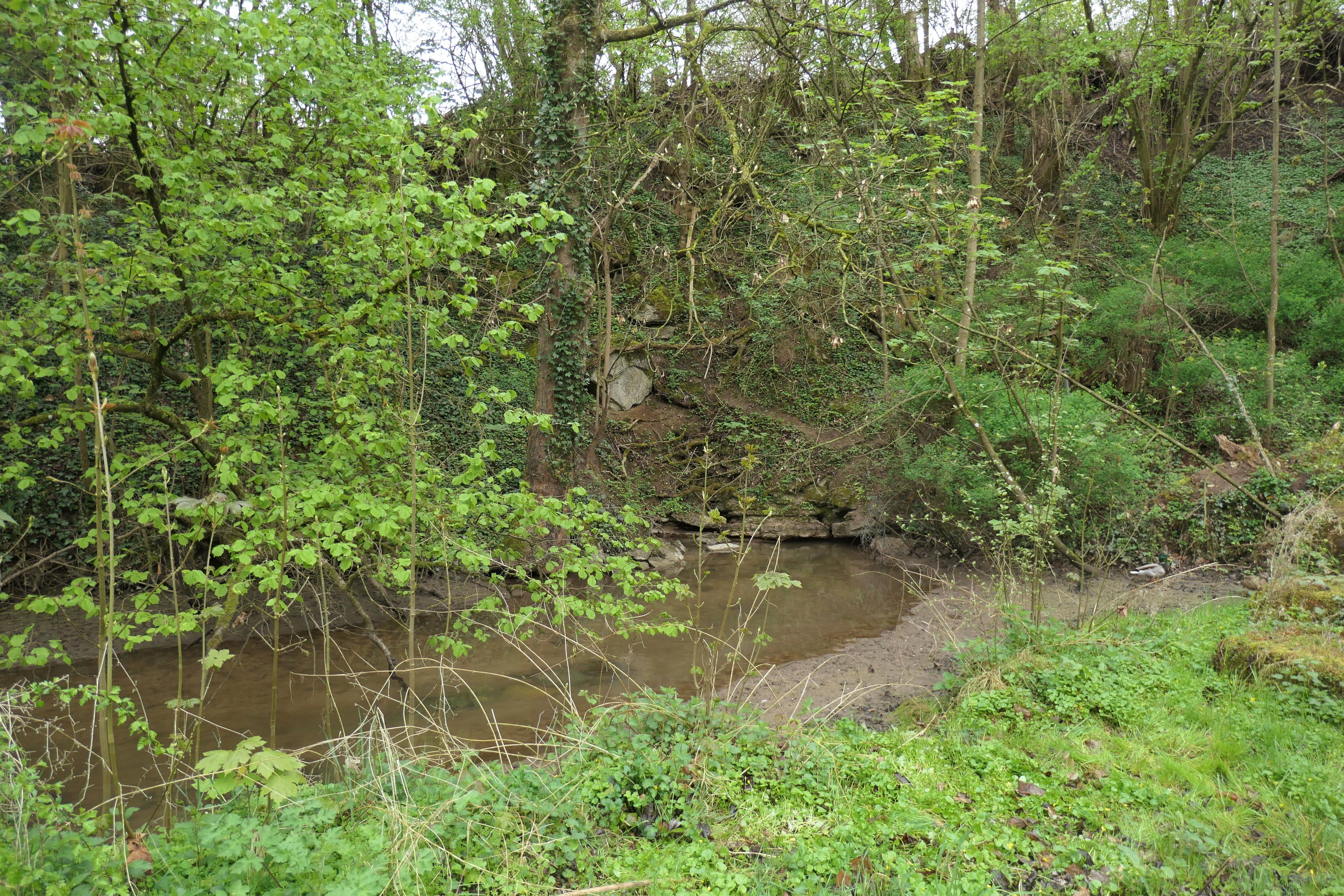
Erdbach-Austritt (Karstquelle) nahe der Stockheimer Mühle

Das Wasser kommt, wie Messungen mit Farbzusätzen ergeben haben, nach einer dreiviertel Stunde und einer Versickerungsstrecke von etwa 100 Metern, nördlich jenseits des Karstrückens, versteckt in einem Gehölz nahe der Stockheimer Mühle wieder zutage. Das Wasser quillt aus tümpelartigen Verbreiterungen am Fuße des Hangs als Karstquelle hervor und ist seit 1937 als Naturdenkmal „Erdbach-Austritt“ geschützt.

#### Unterlauf

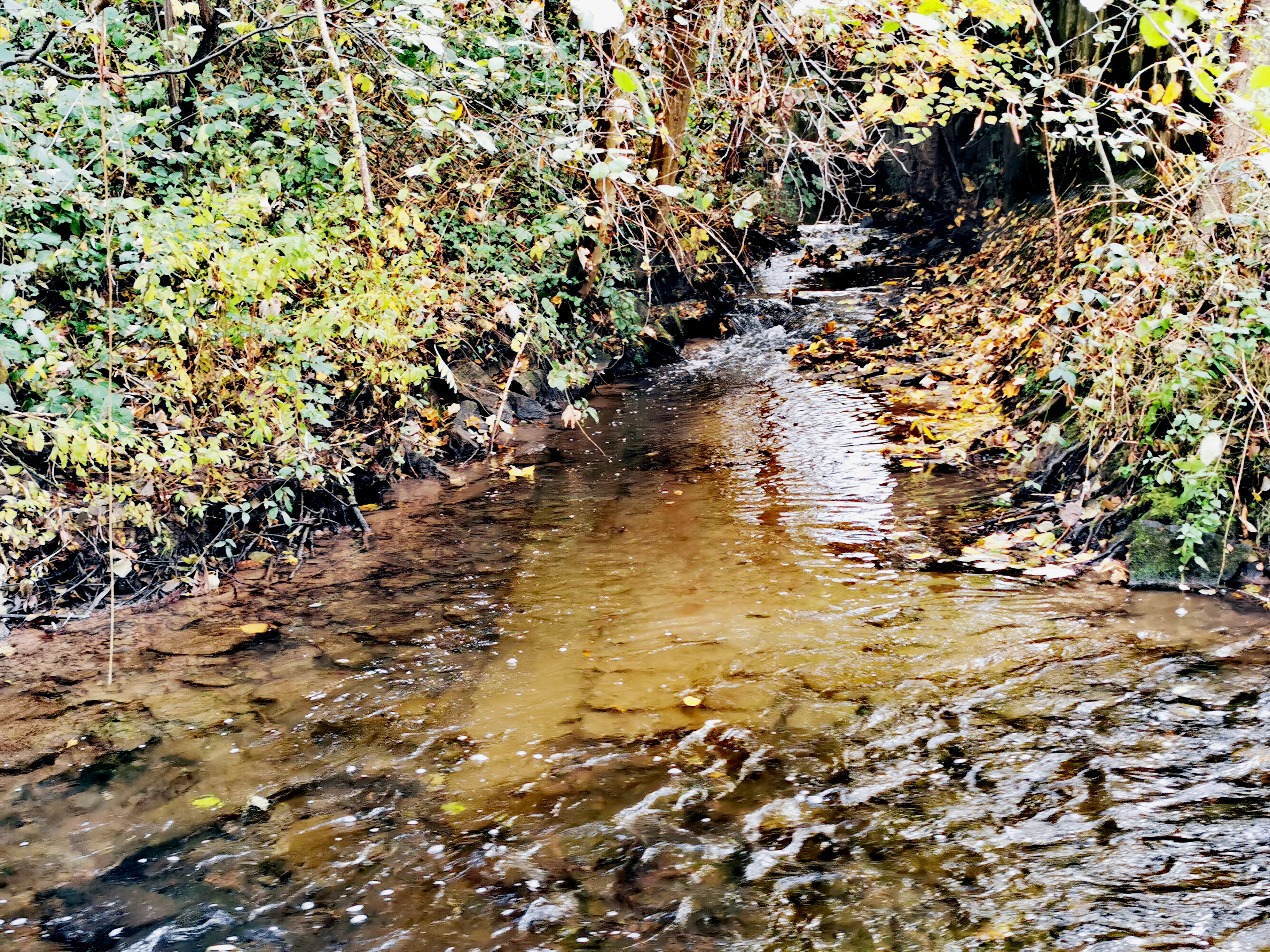
Der Erdbach mündet in die Mümling

Unterhalb der Stockheimer Mühle bildet das Bachbett die Grenze zwischen Stockheim, das an seinem rechten Ufer liegt, und der Gemarkung von Erbach. Die letzten etwa 350 Meter von der Unterquerung der Bundesstraße 45 bis zur Einmündung in die Mümling ist der Erdbach unterirdisch kanalisiert.

### Flusssystem Mümling
- Liste der Fließgewässer im Flusssystem Mümling